# شاه ولی‌الله ادیب
شاه ولی‌الله ادیب (زادهٔ ۱۹۶۹) سیاست‌مدار اهل افغانستان است. وی والی سابق بدخشان از ۲ نوامبر ۲۰۱۰ تا ۲۵ اکتبر ۲۰۱۵ بود. وی علاوه‌بر زبان فارسی و پشتو عربی و انگلیسی نیز آگاهی دارد. حزب سیاسی او جمعیت اسلامی افغانستان است.